# آلیار
آلیار(به کردی: ئالیار، Alyar) روستایی از توابع بخش زیویه در شهرستان سقز است که در استان کردستان ایران قرار دارد.

## جمعیت
این روستا در دهستان گل‌تپه واقع شده و براساس سرشماری سال ۱۳۸۵، جمعیت آن ۱۱۴ نفر (۲۳ خانوار) بوده‌است.